# Museo Rietberg
El Museo Rietberg es un museo en Zúrich, Suiza, especializado en exhibiciones de arte asiático, africano, americano y oceánico. Es el más grande museo de arte de culturas no europeas en Suiza, el tercer museo más grande de Zúrich y el más grande regido por la propia ciudad.[cita requerida]

## Localización y edificios
El Museo Rietberg dispone de 69.000 m² del Rieterpark, en el centro de Zúrich, y abarca varios edificios históricos: el Wesendonck Villa, el Remise (o "Depot"), el Rieter Park-Villa y el Schönberg Villa.
En 2007 se inauguró un nuevo edificio, en gran parte subterráneo, diseñado por Alfred Grazioli y Adolf Krischanitz. El edificio, conocido como "Smaragd", ha duplicado el espacio expositivo del museo.
El Rieterpark se encuentra cerca de la estación de tren Zürich Enge, y es accesible a través de la línea 7 del tranvía y de la línea 33 de autobús.

## Historia
A principios de la década de 1940 la ciudad de Zúrich compró el Rieterpark y el Wesendonck Villa. En 1949 el Wesendonck Villa fue seleccionado por referéndum para ser transformado en un museo que albergase la colección de arte del barón Eduard von der Heydt, que la había donado a la ciudad en 1945. La reforma del museo se llevó a cabo por el arquitecto Alfred Gradmann entre 1951 y 1952, siendo inaugurado el 24 de mayo de ese año. Su primer director (hasta 1956) fue el pintor expresionista suizo Johannes Itten.
En 1976 la ciudad adquirió la Schönberg Villa, que iba a ser demolido, inaugurándose en 1978 como una extensión del museo. Hoy en día alberga una extensa biblioteca (solo para consultas en sala) administrada por el museo.

## Organización y financiación
El Museo Rietberg es operado por el departamento presidencial de la ciudad de Zúrich. En 2007 empleó a unas 100 personas. Alrededor de la mitad de la financiación proviene de la ciudad, mientras que la otra mitad es recaudada a través de los ingresos, el patrocinio y la caridad. Las adiciones a la colección provienen principalmente de donaciones.

## Actividad editorial
El museo estableció una editorial interna poco después de su fundación en 1952. Inicialmente publicó catálogos de obras de arte de Asia y África del museo, así como monografías cortas ocasionales. La actividad editorial del museo se ha incrementado desde 1985, en relación con las amplias exposiciones especiales que ha organizado desde entonces, y ahora publica de cuatro a seis nuevos títulos por año.
Desde 1991, el museo también publica Artibus Asiae, una revista académica semestral sobre las artes y la arqueología de Asia.

## Galería

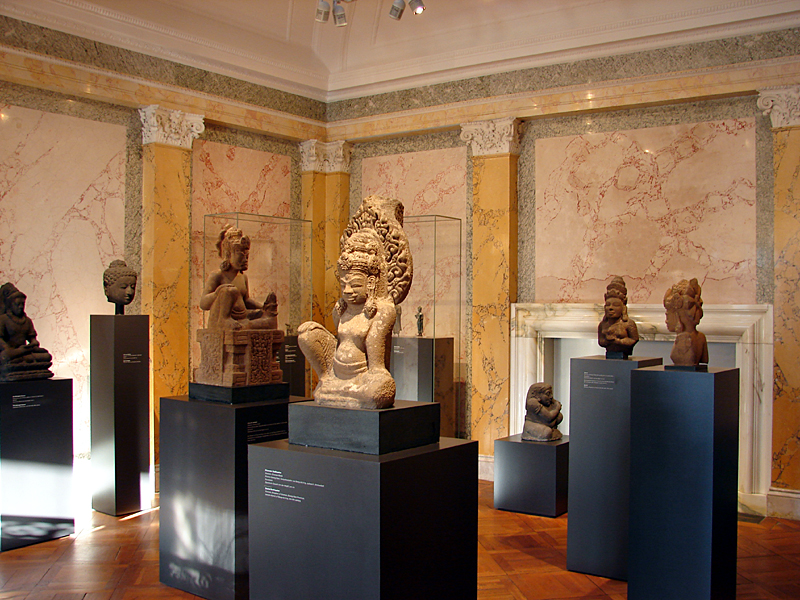
Wesendonck Villa
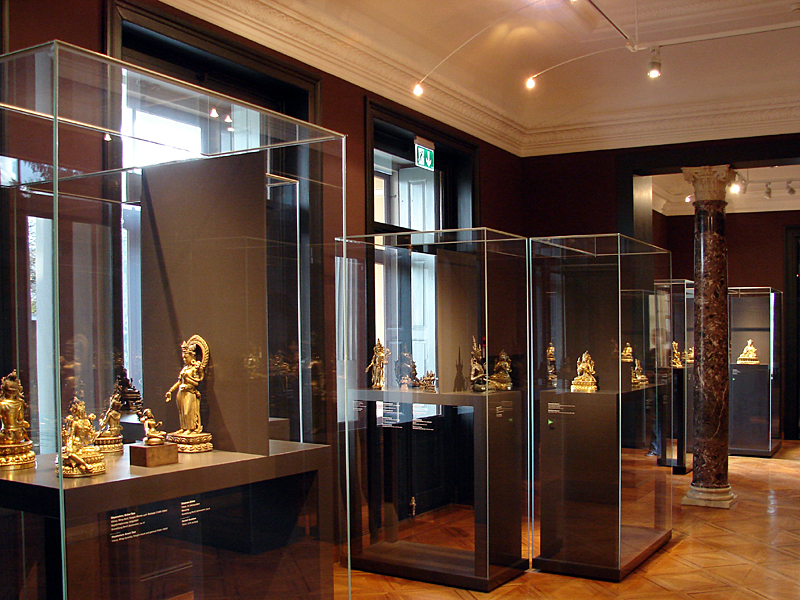
Wesendonck Villa
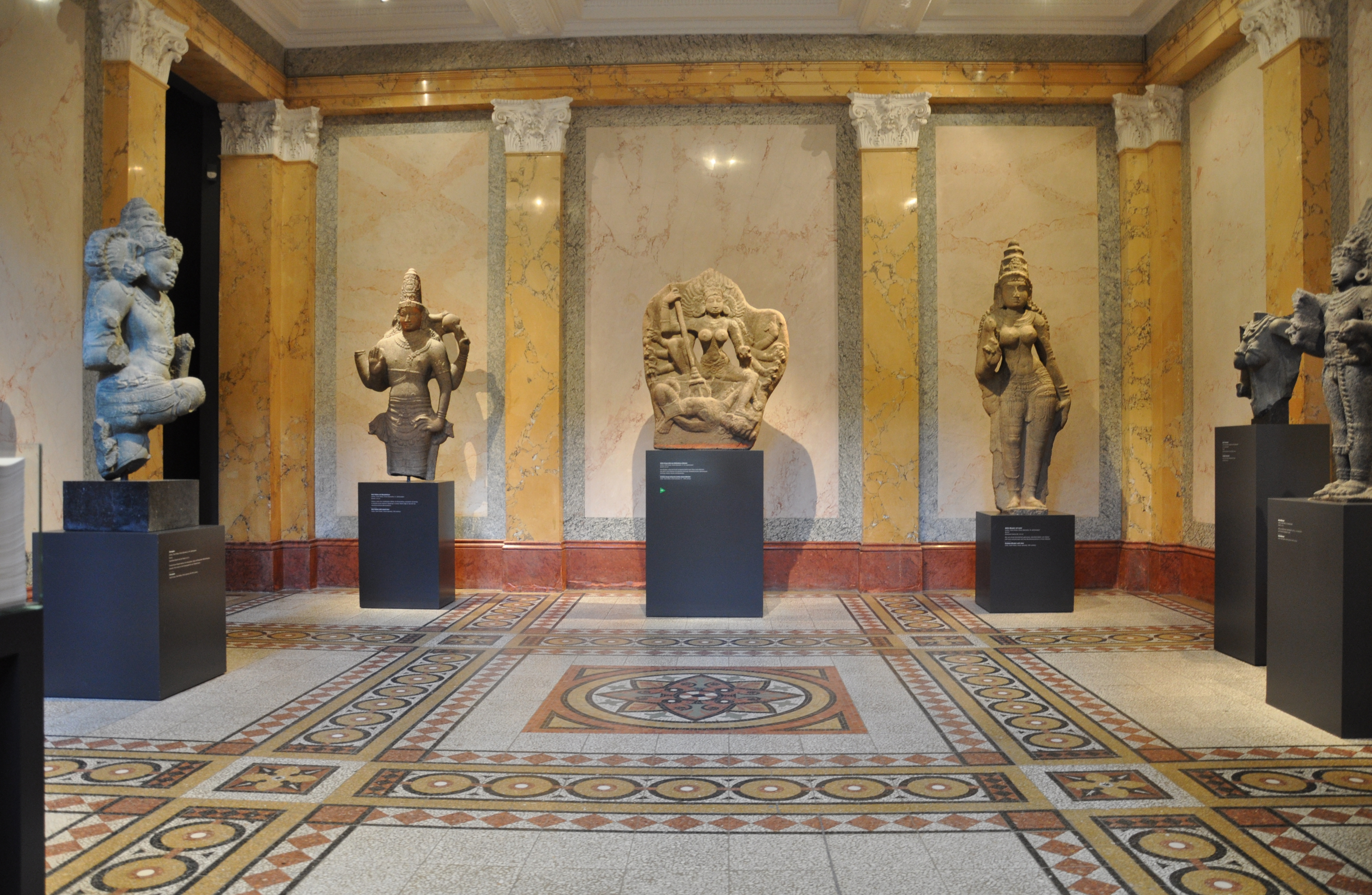
Wesendonck Villa
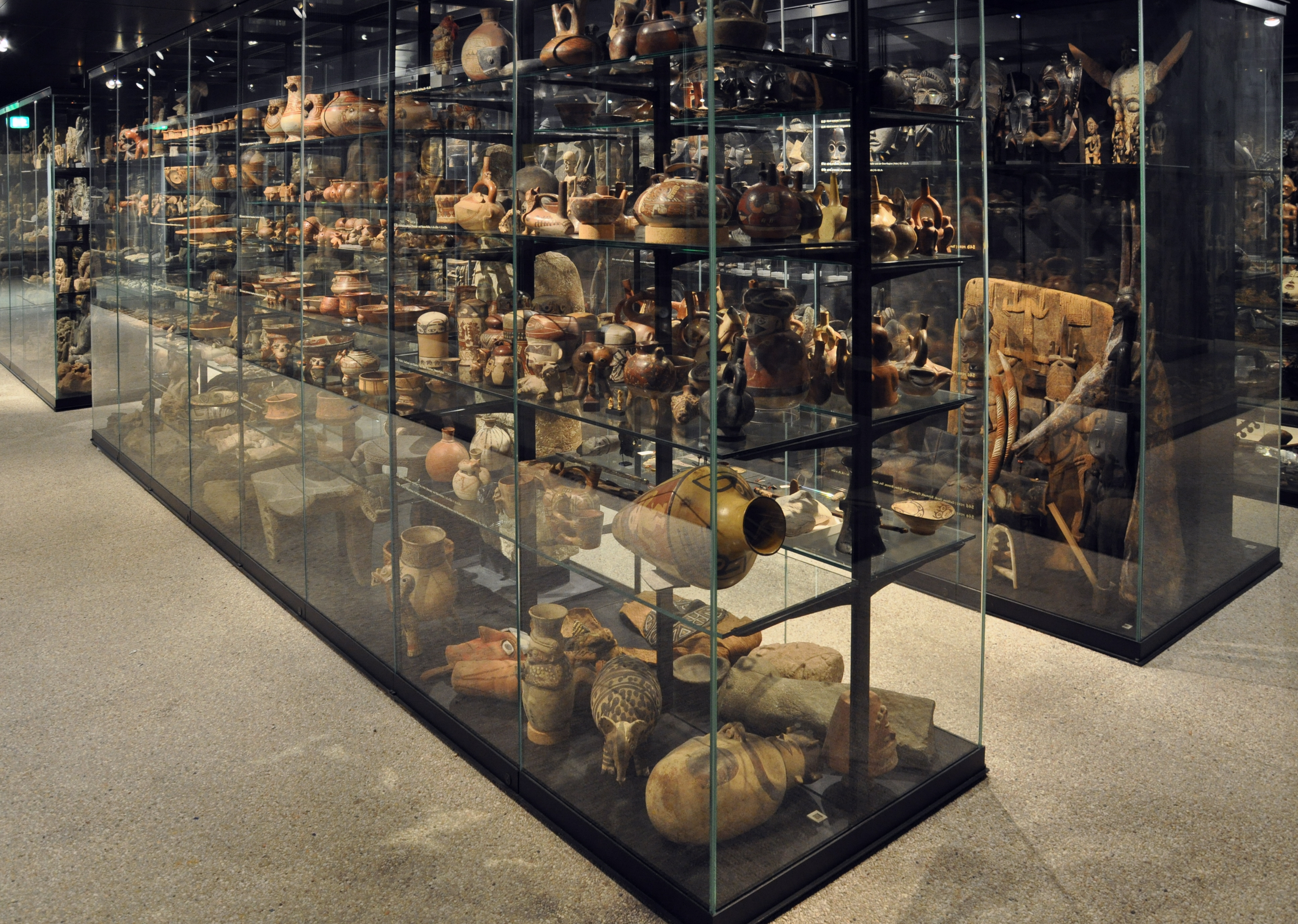
En el Depot
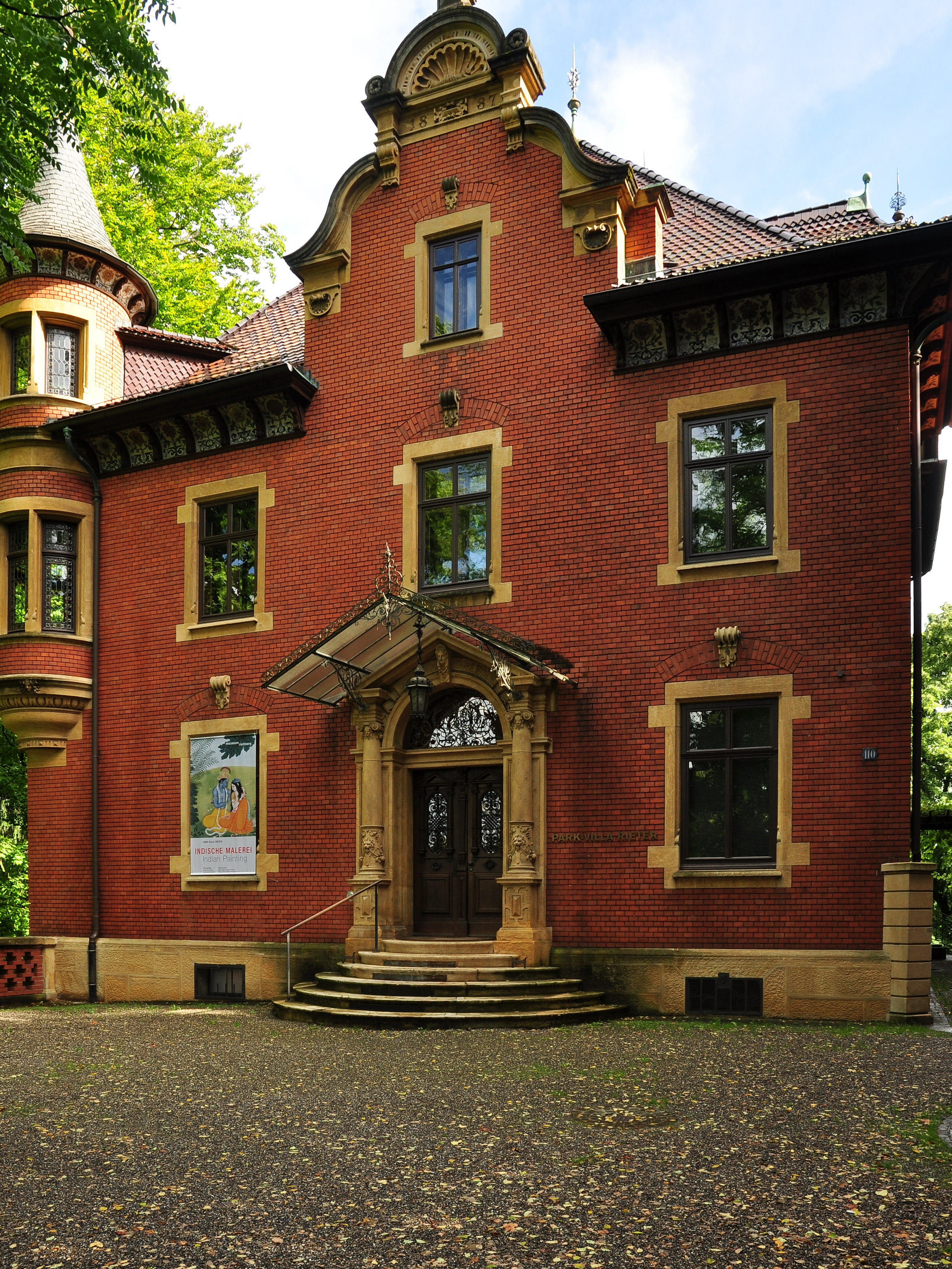
Park-Villa Rieter
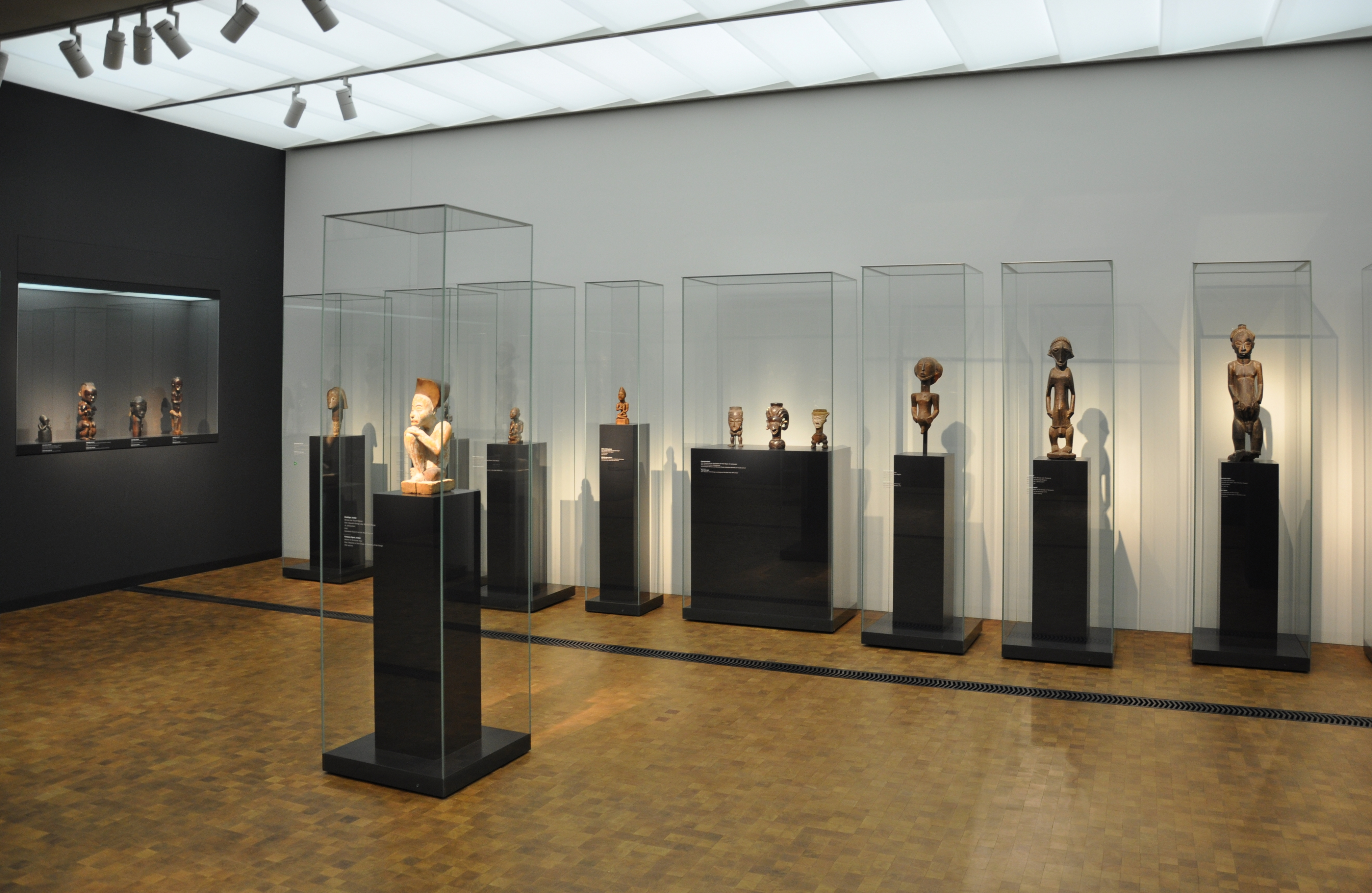
Smaragd